# Изюм
Изюм  (от тюрк. üzüm — виноград) — сушёные ягоды винограда. Как продукт имеет наибольшее кулинарное применение на Ближнем Востоке и в Средней Азии, а также в Средиземноморье.

## Виды изюма
Названия разных видов изюма изменяются очень часто. Поэтому в поваренных книгах, изданных даже сравнительно недавно, 15—20 лет назад, они отличаются от сегодняшних, а тем более от названий столетней давности.
Различают:
- светлый, мелкий изюм, без косточек из сладких зелёных и белых (серых) сортов винограда. Чаще всего он называется кишмиш (кулинарное название), или сабза (современное торговое название);
- тёмный, почти чёрный или синий, а чаще тёмно-бордовый бессемянный изюм, по старой кулинарной терминологии — «коринка» (при приготовлении из винограда сортогруппы коринка), согласно современной торговой терминологии — «бидана», или «шигани». Имеет две основные разновидности: очень сладкий и слегка сладкий с одной косточкой;
- крупный, мясистый, очень сладкий, с двумя-тремя большими косточками. Делают его из винограда сорта хусайне — «дамских пальчиков» или из гермиана.

Первый и второй виды изюма используются в хлебобулочных и кондитерских изделиях, второй — особенно в кексах и куличах. Третий вид изюма идёт обычно на приготовление компотов, напитков. Также используется при приготовлении мясных блюд и для плова, особенно в сочетании с урюком.
Четвёртый вид — крупный семенной изюм — имеет весьма разнообразное применение. Без косточек, измельчённый, он идёт на приготовление кондитерских изделий и пудингов, в целом виде — для сдабривания напитков — квасов, морсов, его можно использовать в компоты как сухофрукт, сохраняющий вкус и после варки.
Фабричный изюм ровнее, лучше очищен от примесей, но менее ароматный, чем изюм ручной обработки. В остальном же характер обработки не имеет существенного значения для кулинарного использования. В сдобное тесто лучше использовать изюм в измельчённом виде, предварительно обваляв его в муке. Тогда изюмины не сконцентрируются в одном месте теста, а распределятся в выпеченном изделии равномерно.

## Питательные вещества
Изюм содержит 15% воды, 79% углеводов (включая 4% клетчатки) и 3% белка, содержание жира ничтожно мало. В 100 граммах изюма содержится 299 килокалорий и умеренное количество (10–19% от рекомендуемой суточной нормы) рибофлавина, витамина B6 и ряда минералов, содержание которых значительно (более 20% от рекомендуемой суточной нормы), включая калий и медь.
Изюм содержит биофлавоноиды, проантоцианидины, катехины, процианидиновые димеры и другие полифенольные соединения.

## Применение
Изюм используется в хлебобулочных изделиях в качестве натурального консерванта благодаря высокой концентрации пропионовой кислоты. Фенольные соединения, продукты реакции Майяра, низкая активность воды, кислотный pH и высокая осмолярность также способствуют антимикробной активности изюма. Исследование показало, что добавление 15% изюма в вяленое мясо (15%) подавляет рост патогенных бактерий, повышает антиоксидантный потенциал и имеет ограниченную потребительскую приемлемость в течение 10 недель хранения.

## Токсичность
Изюм, как и виноград, ядовит для собак.

## Производство
Согласно данным Министерства сельского хозяйства США (USDA), в 2018/19 году из общего объема производства винограда 57% использовалось для производства вина, 36% — для столового винограда, и 7% — для производства сушеного винограда, что привело к производству 1,2 миллиона тонн изюма, увеличившись на 5% по сравнению с 2017/18 годом.
Основные производители изюма — Турция, США, Китай и Иран, которые в совокупности обеспечивают около 73% мирового производства изюма в 2018/19 году. Изюм, султанки и коринки представляют собой три категории сушеного винограда. Более конкретно, 95% общего производства приходится на сорт Thompson Seedless, тогда как 1,5% составляет черная коринка, при этом более 80% производства черной коринки приходится на Грецию, что составляет 3% от мирового производства сушеного винограда.
Процесс производства изюма из винограда включает три основных этапа: предварительную обработку, сушку и постсушку. Предварительная обработка является необязательной, но обычно используется для удаления воскового слоя, образующегося на кожуре винограда во время созревания, что обеспечивает барьер для проницаемости и диффузии воды. Кроме того, предварительная обработка показала увеличение скорости дегидратации во время процесса сушки и улучшение качества конечного продукта.